# Chthonius lesnik
Espèce
Chthonius lesnik est une espèce de pseudoscorpions de la famille des Chthoniidae.

## Distribution
Cette espèce est endémique de Serbie. Elle se rencontre dans une grotte à Gornja Kamenica.

## Publication originale
- Ćurčić, 1994 : Chthonius (Chthonius) lesnik (Chthoniidae, Pseudoscorpiones), a new pseudoscorpion species from Serbia. Mémoires de Biospéologie, vol. 21, p. 25-28.